# これぞマドロスの恋
これぞマドロスの恋（これぞマドロスのこい、原題：Das ist die Liebe der Matrosen）は、ヴァーナー・リヒャルト・ハイマン（Werner Richard Heymann）作曲の映画音楽および、同曲を元にした1934年発表の日本の流行歌。『水夫の恋』とも。

## 概要
1931年のドイツ映画『狂乱のモンテカルロ』で使用された。原詞の作詞はローベルト・ギルベルト（Robert Gilbert）。
日本では、葉巻逸雄により日本語詞がつけられ、1934年3月に発売された奥田良三の吹き込みによるレコードが流行した。B面であったが、A面の「モンテカルロの一夜」よりも有名になり、歌い継がれた。
1984年に放送されたNHKの大河ドラマ『山河燃ゆ』で、主人公の属する外国映画鑑賞会の仲間が肩を組みこの曲を歌うシーンがある。

## カヴァー
- オットー・ドブリント
- コメディアン・ハーモニスト
- 奥田良三
- 山田道夫
- ボニージャックス